# Хенгело
Хенгело (на нидерландски: Hengelo) е град в провинция Оверейсел, североизточна Нидерландия. Населението му е 80 593 души (по приблизителна оценка от януари 2018 г.).
Разположен е на 18 m надморска височина в Средноевропейската равнина, на 8 km северозападно от центъра на Енсхеде и на 16 km западно от границата с Германия. Селището възниква около 1802 година на мястото на по-старо имение със същото име. След свързването му с железопътната мрежа в края на XIX век бързо се развива като железопътен възел и промишлен център.

## Личности
Личности, родени в Хенгело:
- Патрик Смитьойс (р. 1970), нидерландски предприемач, природозащитник, общественик и създател на документални филми, който живее в България